# Henryk Muszyński
Henryk Muszyński, né le 20 mars 1933, est un prélat catholique polonais, archevêque émérite de Gniezno depuis mai 2010. Il est grand-croix de l'Ordre Polonia Restituta, grand-officier de l'Ordre du Mérite de la République fédérale d'Allemagne et lauréat de la médaille Buber-Rosenzweig.

## Succession apostolique
Henryk Muszyński a ordonné les évêques suivants :
- Évêque Bronisław Dembowski (pl) (1992)
- Archevêque Wojciech Polak (2003)